# Winfried Kretschmann
Winfried Kretschmann, född 17 maj 1948 i Spaichingen i dåvarande Württemberg-Hohenzollern, är en tysk politiker (Die Grünen). Sedan 2011 är han ministerpresident (regeringschef) i förbundslandet Baden-Württemberg. Kretschmann har suttit i delstatsparlamentet till och från sedan tidigt 1980-tal. Till yrket är han ursprungligen gymnasielärare i biologi och kemi.
Kretschmann är de grönas första och hittills enda ministerpresident. För första gången på nästan 60 år regerar inte CDU över Baden-Württemberg. Mellan 2011 och 2016 styrde Kretschmann över en grön-röd koalition där de gröna hade ett mandat mer än SPD. Efter valet 2016 blev de gröna för första gången största parti i parlamentet, medan SPD förlorade nästan hälften av sina mandat. Kretschmann bildade då en grön-svart "kiwikoalition", det vill säga med CDU, och omvaldes som ministerpresident den 12 maj 2016. Till skillnad från många andra gröna kallar han sig värdekonservativ . I valet 2021 återvaldes den grön-svarta koalitionen med Kretschmann som ministerpresident för en tredje mandatperiod.
Kretschmann valdes i oktober 2012 enligt den brukliga turordningen mellan förbundsländerna till ny förbundsrådspresident, ordförande för Tysklands förbundsråd och därigenom även förbundspresidentens ställföreträdare.  Han tillträdde posten 1 november 2012 och avgick enligt den sedvanliga turordningen 1 november 2013. Kretschmann efterträddes som förbundsrådspresident av Niedersachsens ministerpresident Stephan Weil (SPD).